# Biotope (bande dessinée)
Pour les articles homonymes, voir Biotope (homonymie).
Biotope est une série de bande dessinée française scénarisée par Appollo, dessinée par Brüno et colorisée par Laurence Croix. Éditée par Dargaud dans sa collection Poisson Pilote, elle est constituée de deux albums sortis en 2007, Biotope 1 et Biotope 2. Il s'agit d'un polar de science-fiction.

## Titres parus
- Biotope 1, 2007.
- Biotope 2, 2007.

## Résumé
Biotope est une planète lontaine de la terre, quasiment vierge et abritant une forêt luxuriante. Trois policiers, le commissaire Toussaint et les inspecteurs Langevin et Eunice Rouget, sont accueillis sur Biotope par l'administrateur général Hombline Falcourt, l'intendant Eugène Leblond, Victor Starck (cf. p. 6). Leur mission est d'élucider le crime commis dans la base. Les policiers apprennent que Puisatier, le meurtrier, entretenait une relation amoureuse avec Zadig. On reproche aux policiers d'être à la solde des compagnies minières terrestres. Le premier tome termine par des querelles, la base explose. Toussaint part avec Eunice en dirigeable. Mais Eunice le pousse par dessus bord et Toussaint tombe dans la forêt.
Au début du deuxième tome, Toussaint se retrouve seul dans la forêt. Il rejoint la base détruite, puis retourne à la forêt et rencontre Doc Alex, entomologiste spécialiste des termites. La forêt est menacée par les termites. Les personnes de la base sont séparés en deux clans qui s'opposent. D'une part, le clan de Arisitide avec Eunice qui désirent vivre pacifiquement sur la planète. D'autre part, les extrémistes menés par Victor. Ces derniers sont belliqueux et redoutent la prochaine expédition terrienne. 